# Xã Jackson, Quận Sac, Iowa
Xã Jackson (tiếng Anh: Jackson Township) là một xã thuộc quận Sac, tiểu bang Iowa, Hoa Kỳ. Năm 2010, dân số của xã này là 2.433 người.